# Panlong

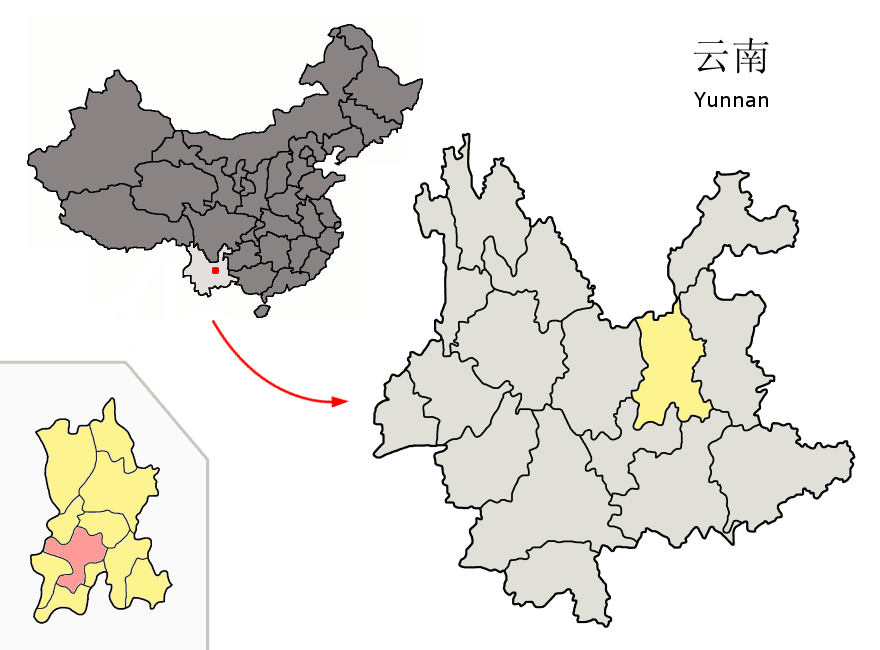
Lage des Gebiets der vier zusammenhängenden Stadtbezirke von Kunming (rosa) auf dem Gebiet der bezirksfreien Stadt Kunming (gelb)

Der Stadtbezirk Panlong (盘龙区,  Pánlóng Qū) ist ein Stadtbezirk der bezirksfreien Stadt Kunming, der Hauptstadt der chinesischen Provinz Yunnan. Er hat eine Fläche von  845 km² und zählt 987.955 Einwohner (Stand: Zensus 2020).

## Administrative Gliederung
Auf Gemeindeebene setzt sich der Stadtbezirk aus acht Straßenvierteln und zwei Gemeinden zusammen. Diese sind:
- Straßenviertel Tadong 拓东街道
- Straßenviertel Gulou 鼓楼街道
- Straßenviertel Donghua 东华街道
- Straßenviertel Lianmeng 联盟街道
- Straßenviertel Jinzhen 金辰街道
- Straßenviertel Qingyun 青云街道
- Straßenviertel Longquan 龙泉街道
- Straßenviertel Ciba 茨坝街道
- Gemeinde Songhua 松华乡
- Gemeinde Shuanglong 双龙乡